# José Anastasio Díaz López
José Anastasio Díaz López, (15 de abril de 1858-6 de septiembre de 1905) fue un sacerdote zacatecano, fundador de la congregación Hijas del Sagrado Corazón de Jesús y de Santa María de Guadalupe y fundador de los Colegios Jadilop. Fue declarado siervo de Dios  el 19 de noviembre de 1998 en la Catedral de Zacatecas y actualmente se encuentra en proceso de canonización.

## Biografía

### Primeros años
Nació en la ciudad de Aguascalientes el 15 de abril de 1858 en el No. 16 de la calle de las Palomas, hoy Galeana 106. Sus padres fueron Canuto Díaz, originario del Rancho Las Jaritas, de la jurisdicción de Lagos de Moreno, Jalisco y Ma. de Jesús López, originaria de Jalpa, Zacatecas, quienes contrajeron matrimonio el 22 de abril de 1858 en la ciudad de Aguascalientes. A los dos días de nacido fue llevado a la Parroquia de la Asunción, hoy Catedral de Aguascalientes y él fue bautizado

### Sacerdocio
El 18 de octubre de 1876, José Anastasio ingresa al Seminario Conciliar de San José, en Guadalajara. Varios sacerdotes de la diócesis de Zacatecas le ofrecieron ayuda para que se cambiara al Seminario de dicha ciudad, invitado personalmente por el Excmo., Sr. Obispo Dr. Don José María del Refugio Guerra, segundo obispo de Zacatecas, y concedida la excardinación por el Sr. Loza, Arzobispo de Guadalajara, pasa Díaz, a formar parte del clero de Zacatecas. El 22 de agosto de 1880 recibe la Tonsura y las cuatro órdenes Menores en la Casa Episcopal. El 10 de agosto de 1881 fue ordenado sacerdote y celebra su primera misa en el templo de San Diego en la ciudad de Aguascalientes, el 30 de agosto de 1881. Durante los primeros años de vida sacerdotal, ejerció su labor apostólica principalmente en el Seminario de la Inmaculada de Zacatecas.

### Muerte
Durante sus obras sacerdotales enferma gravemente de tifo y muere a causa de una hemorragia interna y un intenso dolor, en la madrugada del miércoles 6 de septiembre de 1905.

## Obras
Durante su vida José Anastasio realizó grandes obras en pro de la niñez y otros sectores marginados de la población de Zacatecas. Estableció, en el seminario, las asociaciones piadosas de la Guardia de Honor y del Apostolado de la Oración. Quince días después, el 21 de febrero de 1885 fundó la Hermandad de los Esclavos del Sagrado Corazón de Jesús. Construyó la capilla del Seminario dedicada a la Purísima Concepción, y, anexa esta, otra más pequeña dedicada al Sacratísimo Corazón de Jesús.
Al morir el Sr. Canónigo Don J. Félix Palomino dejó en manos de Díaz la construcción del templo a nuestra Sra. De Guadalupe. Comenzó la construcción de este templo, el 12 de agosto de 1891. Tiempo después introdujo las siguientes asociaciones piadosas: Apostolado de la Oración, Guardias de Honor, Hermandad de los Esclavos del Sagrado Corazón de Jesús, fundada por él, con reglamento propio, oraciones y exhortaciones, etc. Después funda una escuela para párvulos el 15 de enero de 1889.

### Congregación HSCMG
Una de sus obras más importantes fue la fundación de la congregación de Hijas del Sagrado Corazón de Jesús y de Santa María de Guadalupe, esta congregación se fundó en la ciudad de Zacatecas, el 12 de octubre de 1895
. Fue aprobada el 28 de julio por el Excmo. Sr. Obispo Dr. Don Fray Buenaventura Portillo y Tejada, O.F.M. Posteriormente, el 12 de junio de 1903 dio la aprobación por escrito el Excmo. Sr. Obispo Fray J. Guadalupe Alva y Franco, O.F.M. La aprobación pontificia fue dada por su Santidad el Papa Juan XXIII el 12 de mayo de 1962.

### Colegios Jadilop
Una de las preocupaciones de José Anastasio fue brindar educación a los niños del Barrio de la Estación. Los orígenes de las primeras escuelas Jadilopistas se remontan a la fundación de dos escuelas católicas una para niñas, el 12 de junio de 1892 y otra para niños el 1 de noviembre del mismo año. Muy pronto se fue extendiendo                  la Congregación a otros lugares necesitados de la presencia de religiosas. El 3 de noviembre de 1902, el Padre Encarnación Cabral solicita al Padre José Anastasio religiosas para su parroquia de Adjuntas del Refugio donde fundan una escuela. Actualmente se cuenta con varios colegios en el estado de Zacatecas y se han expandido a estados como Aguascalientes, Durango, Sinaloa, San Luis Potosí, Tamaulipas y Chihuahua.

## Siervo de Dios
Actualmente, la causa del Padre Díaz se encuentra en la fase diocesana, es decir, que todos los trabajos de promoción e investigación se llevan a cabo dentro de la Diócesis de Zacatecas, por la Comisión de Historiadores y de Difusión, asesorados por un Postulador diocesano. Al terminar la fase diocesana, continúa la fase romana, pasando a realizarse todos los trabajos en la Santa Sede. En su camino por la canonización, el 19 de noviembre de 1998, fecha de la apertura de la Causa del Padre Díaz, la Iglesia le confirió el título de Siervo de Dios en la Catedral de Zacatecas.